# Anthea Askey
Anthea Shirley Askey (* 2. März 1933 in London, Vereinigtes Königreich; † 28. Februar 1999 in Worthing, West Sussex) war eine britische Schauspielerin, welche in den 1950ern im Fernsehen bekannt war.

## Leben
Anthea Askey wurde 1933 in Golders Green, einem Stadtbezirk von London, geboren. Ihre Eltern waren Arthur Askey, ein Komiker und Schauspieler, und seine Frau Elizabeth May Swash, welche er 1925 heiratete.
Bei vielen ihrer Auftritte spielte sie zusammen mit ihrem Vater. Unter anderem in ihren ersten Rollen bei der Fernsehserie Love and Kisses (1955), bei der sie Rose Brown spielte, deren Vater Bill wiederum von Arthur Askey gespielt wurde, Ramsbottom Rides Again (1956), Living It Up (1957) und auch Arthur’s Treasured Volumes (1960).
Askey heiratete 1956 Bill Stewart und brachte kurze Zeit später ihren Sohn zur Welt, welcher jedoch im Alter von drei Wochen verstarb. Sie bekam noch zwei weitere Söhne, Andrew und William und eine Tochter mit dem Namen Jane.
Im Jahr 1993 erhielt sie eine Nebenrolle in einer Folge der Fernsehserie The Darling Buds of May.
Anthea Askey starb 1999 im Alter von 65 Jahren in Worthing, Sussex an Krebs.

## Filmografie

### Filme
- 1955: The Love Match
- 1956: Ramsbottom Rides Again
- 1959: Make Mine a Million

### Fernsehen
- 1955: Love and Kisses
- 1956: Before Your Very Eyes
- 1957: A Santa for Christmas
- 1957: Living It Up
- 1958–1959: The Dickie Henderson Half-Hour
- 1960: Arthur’s Treasured Volumes
- 1961: Juke Box Jury
- 1974: This Is Your Life
- 1993: The Darling Buds of May
- 1998: Heroes of Comedy